# تجل (تصوف)
 التجلي في في اصطلاح المتصوفة
ما ينكشف للقلوب من أنوار الغيوب، وإنما جمع الغيوب باعتبار تعدد وارد لتجلي، فإن لكل اسم إلهي بحسب محيطه ووجوهه تجليات متنوعة، وأمهات الغيوب، التي تظهر التجليات من بطائنها سبعة

## أمهات الغيوب
- غيب الحق وحقائقه،
- غيب الخفاء المنفصل من الغيب المطلق بالتمييز الأخفى في حضرة أو أدنى،
- وغيب السر المنفصل من الغيب الإلهي بالتمييز الخفي في حضرة قاب قوسين،
- وغيب الروح، وهو حضرة السر الوجودي المنفصل بالتمييز الأخفى والخفي في التابع الأمري،
- وغيب القلب، وهو موقع تعانق الروح والنفس، ومحل استيلاد السر الوجودي، ومنصة استجلائه في كسوة أحدية جمع لكمال،
- وغيب النفس، وهو أن المناظرة،
- وغيب الطائف البدنية، وهي مطارح أنظاره لكشف ما يحق له جمعا وتفصيلا.

### التجلي الذاتي
ما يكون مبدؤه الذات من غير اعتبار. صفة من الصفات معها، وإن كان لا يحصل ذلك إلا بواسطة الأسماء والصفات، إذ لا ين لي الحق من حيث ذاته على الموجودات إلا من وراء حجاب من الحجب الأسمائية.

### التجلي الصفاتي
ما يكون مبدؤه صفة من الصفات من حيث تعينها وامتيازها عن الذات.

### سر التجليات
هو شهود كل شيء في كل شيء، وذلك بانكشاف التجلي الأول للقلب، فيشهد الأحدية الجمعية بين الأسماء كلها، لاتصاف كل اسم بجميع الأسماء، لاتحادها بالذات الأحدية، وامتيازها بالتعينات التي تظهر في الأكوان التي هي صورها، فيشهد كل شيء.

## كتاب التجليات
وقد كتب ابن عربي رسالة صغيرة بعنوان كتاب التجليات وذكر فيه أكثر من 100 قسم التجلي الإلهي منها:
| - تجلي الإشارة من طريق السر - تجلي نعوت التنزه في قرة العين - تجلي الإشارة من عين الجمع والوجود - تجلي أخذ المدركات عن مدركات الكونية - تجلي الاقتباس - تجلي المعية - تجلي المجادلة - تجلي رد الحقائق - تجلي السريان الوجودي - تجلي الرحمة علي القلوب - تجلي الحيرة - تجلي السبحات المحرقة - تجلي معرفة المراتب - تجلي الهمم | - تجلي الاستواء - تجلي الفردانية - تجلي نور الإيمان - تجلي القلب - تجلي التوحيد - تجلي منك وإليك - تجلي بحر التوحيد - تجلي سريان التوحيد - تجلي توحيد الفناء - تجلي توحيد الربوبية - تجلي القلب - تجلي الرؤية - تجلي ذهاب العقل |